# Tesoro de Hoxne
El tesoro de Hoxne (pronunciado ˈhɒksən) es el mayor tesoro de oro y plata de la época romana tardía descubierto en Gran Bretaña, y la mayor colección de monedas de oro y plata de los siglos IV y V hallada en el antiguo Imperio romano. Fue encontrado por Eric Lawes, empleando un detector de metales, en el pueblo de Hoxne en Suffolk, Inglaterra, en 1992. El tesoro consta de 14 865 monedas romanas de oro, plata y bronce, y aproximadamente 200 artículos de vajilla de plata y joyería de oro. Los objetos se encuentran actualmente en el Museo Británico de Londres, donde las piezas más importantes y una selección de las demás se exhiben de forma permanente. En 1993, el Comité de Valoración del Tesoro valoró el tesoro en 1,75 millones de libras esterlinas.
El tesoro fue enterrado en una caja de roble o un pequeño cofre lleno de objetos de metales preciosos, clasificados principalmente por tipo, algunos en cajas de madera más pequeñas y otros en bolsas o envueltos en tela. Restos del cofre y accesorios, como bisagras y cerraduras, fueron recuperados en la excavación. Las monedas del tesoro lo datan después del 407 d. C., que coincide con el final de Britania como provincia romana. Se desconocen los propietarios y los motivos del entierro del tesoro, pero fue cuidadosamente embalado y el contenido parece ser consistente con lo que una sola familia muy rica podría haber poseído. Es probable que el tesoro represente solo una parte de la riqueza de su propietario, dada la falta de grandes vasijas de plata para servir y de algunos de los tipos de joyería más comunes.
El Tesoro de Hoxne contiene varios objetos raros e importantes, como una cadena de oro para el cuerpo y pimenteros de plata dorada, incluyendo el Pimentero de la emperatriz. El tesoro también tiene especial importancia arqueológica, ya que fue excavado por arqueólogos profesionales con los objetos prácticamente intactos . El hallazgo contribuyó a mejorar la relación entre los detectoristas de metales y los arqueólogos, e influyó en un cambio en la legislación inglesa relativa a los hallazgos de tesoros.

## Historia arqueológica

### Descubrimiento y excavación inicial
El tesoro fue descubierto en un campo agrícola al suroeste del pueblo de Hoxne, en Suffolk, el 16 de noviembre de 1992. El agricultor arrendatario Peter Whatling había perdido un martillo y le pidió a su amigo Eric Lawes, jardinero jubilado y aficionado a los detectores de metales, que lo ayudara a encontrarlo. Mientras registraba el campo con su detector de metales, Lawes descubrió cucharas de plata, joyas de oro y numerosas monedas de oro y plata. Tras recuperar algunos objetos, él y Whatling notificaron a los terratenientes (el Consejo del Condado de Suffolk) y a la policía sin intentar desenterrar más objetos.
Al día siguiente, un equipo de arqueólogos de la Unidad Arqueológica de Suffolk realizó una excavación de emergencia en el yacimiento. Todo el tesoro se excavó en un solo día, extrayendo varios bloques grandes de material intacto para su posterior excavación en el laboratorio. Se registró la zona con detectores de metales en un radio de 30 metros desde el lugar del hallazgo. También se recuperó el martillo perdido de Peter Whatling, que fue donado al Museo Británico.
El tesoro estaba concentrado en un solo lugar, dentro de los restos completamente descompuestos de un cofre de madera. Los objetos habían sido agrupados dentro del cofre; por ejemplo, piezas como cucharones y cuencos estaban apiladas unas dentro de otras, y otros artículos estaban agrupados de una manera consistente como si estuvieran contenidos dentro de una caja interna. Algunos artículos habían sido alterados por animales silvestres y el arado, pero la cantidad total de alteración fue baja. Fue posible determinar la disposición original de los artefactos dentro del contenedor, y la existencia del contenedor mismo, debido a la pronta notificación del hallazgo por parte de Lawes, lo que permitió que fuera excavado in situ por arqueólogos profesionales.
El tesoro excavado fue llevado al Museo Británico. El descubrimiento se filtró a la prensa, y el diario The Sun publicó un artículo en portada el 19 de noviembre, junto con una foto de Lawes con su detector de metales. El contenido completo del tesoro y su valor aún se desconocían, pero el artículo periodístico afirmaba que valía 10 millones de libras. En respuesta a la inesperada publicidad, el Museo Británico celebró una conferencia de prensa en el museo el 20 de noviembre para anunciar el descubrimiento. Los periódicos perdieron interés en el tesoro rápidamente, lo que permitió a los conservadores del Museo Británico clasificarlo, limpiarlo y estabilizarlo sin más interrupciones de la prensa. La limpieza inicial y la conservación básica se completaron al mes de su descubrimiento.

### Investigación y tasación

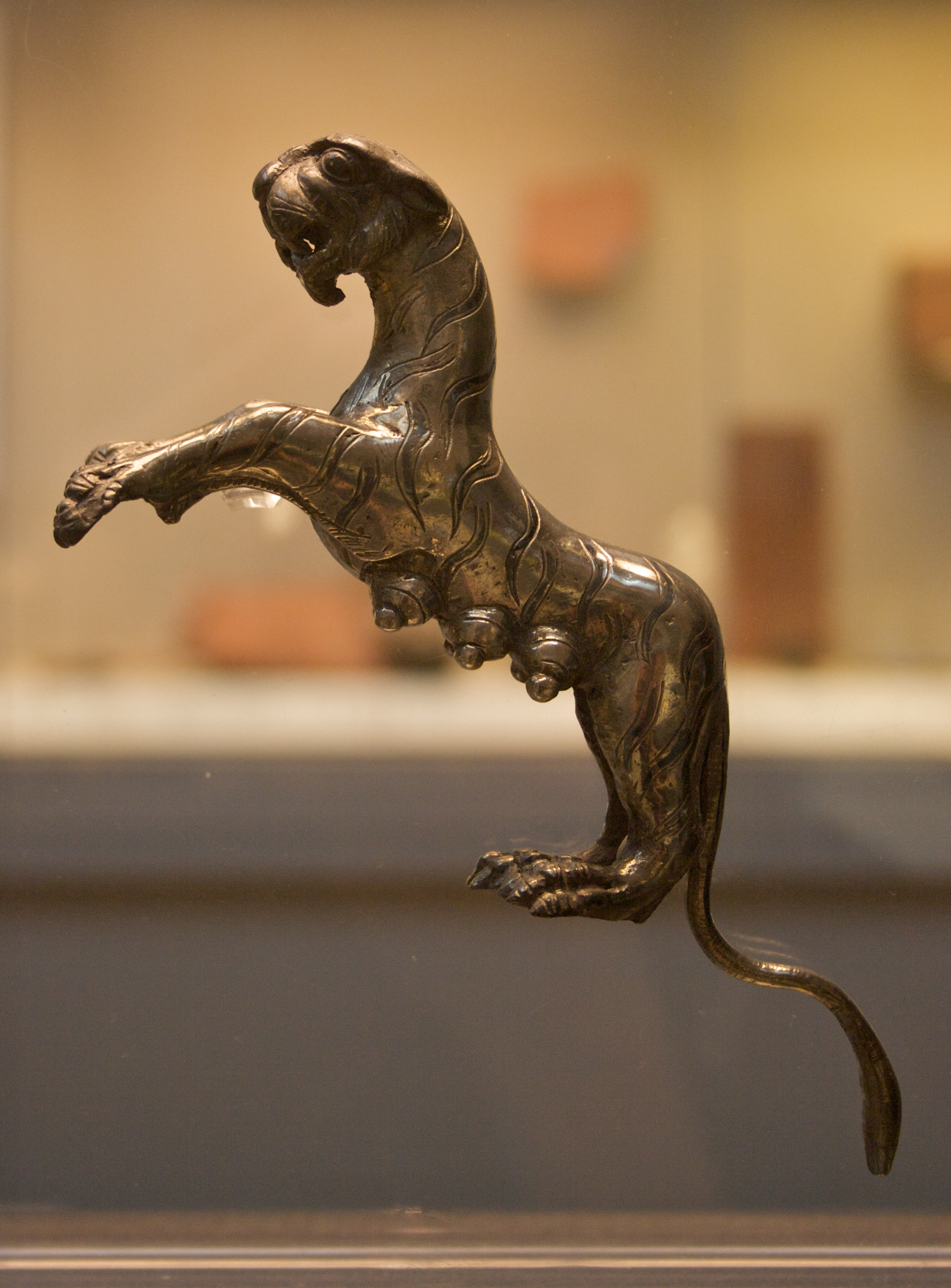
La "Tigresa de Hoxne" de plata es la pieza más conocida de las aproximadamente 15 000 que componen el tesoro. Se desconoce su uso.

El 3 de septiembre de 1993, se llevó a cabo una investigación forense en Lowestoft, y el tesoro fue declarado un tesoro oculto, lo que significa que se consideró que había sido escondido con la intención de ser recuperado en una fecha posterior. Según el derecho consuetudinario inglés, todo lo declarado como tal pertenece a la Corona británica si nadie reclama la propiedad de la misma. La práctica habitual en ese momento era recompensar a cualquiera que encontrara e informara rápidamente sobre un tesoro escondido con dinero equivalente a su valor de mercado, dinero que era proporcionado por la institución nacional que deseaba adquirir el tesoro. En noviembre de 1993, el Comité de Valoración del Tesoro valoró el hallazgo en 1,75 millones de libras esterlinas, que se pagaron a Lawes como descubridor del tesoro, quien lo compartió con el granjero Peter Whatling. Posteriormente, se promulgó la Ley del Tesoro de 1996, que permitía al descubridor (Lawes), al arrendatario (Whatling) y al propietario dividirse el monto de la recompensa, basándose en su valor de subasta.

### Investigaciones arqueológicas posteriores
El Servicio Arqueológico del Consejo del Condado de Suffolk inspeccionó el campo en septiembre de 1993, después de ararlo, y encontró cuatro monedas de oro y 81 monedas de plata, todas consideradas parte del mismo tesoro. También se descubrieron materiales de la Edad del Hierro temprana y de la Edad Media tardía , pero no había evidencia de un asentamiento romano en las inmediaciones.
El Servicio Arqueológico del Consejo del Condado de Suffolk realizó una excavación de seguimiento del yacimiento en 1994, en respuesta a la detección ilegal de metales cerca del hallazgo. El hoyo del tesoro fue reexcavado y se identificó un único agujero para poste en la esquina suroeste; este podría haber sido la ubicación de un poste marcador para que los depositantes del tesoro pudieran localizarlo y recuperarlo en el futuro. Se extrajo tierra en galerías de 10 cm para su análisis en un área de 1000 metros cuadrados (11 000 pies cuadrados) alrededor del lugar del hallazgo, y se utilizaron detectores de metales para localizar artefactos metálicos. Esta excavación recuperó 335 piezas que datan del período romano, principalmente monedas, pero también algunos accesorios de caja. Se encontraron una serie de agujeros para postes de finales de la Edad del Bronce o principios de la Edad del Hierro que podrían haber formado una estructura. Sin embargo, no se detectaron características estructurales del período romano.
Las monedas descubiertas durante la investigación de 1994 se extendían en una elipse centrada en el lugar del hallazgo, con una extensión de este a oeste de 20 metros a cada lado. Esta distribución se explica por el hecho de que el agricultor realizó una labranza profunda en 1990 en dirección este-oeste en la parte del campo donde se encontró el tesoro. El agricultor había arado en dirección norte-sur desde 1967 o 1968, cuando el terreno fue desbrozado para uso agrícola, pero la ausencia de monedas al norte y al sur del lugar del hallazgo sugiere que la labranza anterior a 1990 no había alterado el tesoro.

### Objetos descubiertos
El tesoro está compuesto principalmente por monedas de oro y plata, así como joyas, con un total de 3,5 kilogramos de oro y 23,75 kilogramos de plata. Se encontraba en un cofre de madera, hecho mayoritariamente o totalmente de roble, que medía aproximadamente 60×45×30 cm. Dentro del cofre, algunos objetos se habían colocado en cajas más pequeñas hechas de madera de tejo y cerezo, mientras que otros se habían empaquetado con tela de lana o heno. El cofre y las cajas interiores se habían deteriorado casi por completo tras ser enterrados, pero se recuperaron fragmentos del cofre y sus accesorios durante la excavación. Los principales objetos encontrados son los siguientes:
- 569 monedas de oro (sólidos)
- 14 272 monedas de plata, que comprenden 60 miliarenses y 14 212 siliquae
- 24 monedas de bronce (nummi)
- 29 piezas de joyería en oro
- 98 cucharas y cucharones de plata
- Una tigresa de plata, hecha como asa para una vasija
- 4 cuencos de plata y un plato pequeño
- 1 vaso de plata
- 1 jarrón o jarra de plata
- 4 pimenteros, incluido el pimentero de la emperatriz[2]
- Artículos de tocador como palillos de dientes.
- 2 cerraduras de plata procedentes de restos descompuestos de ataúdes de madera o cuero
- Restos de diversos materiales orgánicos, incluido un pequeño píxide de marfil.

### Monedas
El tesoro de Hoxne contiene 569 sólidos de oro, acuñados entre los reinados de Valentiniano I (364-75) y Honorio (393-423); 14 272 monedas de plata, incluidas 60 miliarenses y 14 212 siliquae, acuñadas entre los reinados de Constantino II (337-40) y Honorio; y 24 nummi de bronce. Es el hallazgo numismático más significativo del final de la Britania romana y contiene todas las denominaciones principales de monedas de esa época, así como muchos ejemplos de monedas de plata recortadas típicas de la Britania romana tardía. El único hallazgo de la Britania romana con un mayor número de monedas de oro fue el tesoro de Eye (Suffolk), hallado en 1780 o 1781, del cual existen escasos registros. El mayor tesoro romano-británico fue el Tesoro de Cunetio, compuesto por 54 951 monedas del siglo III, pero estas eran radiatas devaluadas con escaso contenido de metales preciosos. El tesoro de Frome, desenterrado en Somerset en abril de 2010, contenía 52 503 monedas acuñadas entre 253 y 305, también en su mayoría de plata o bronce devaluados. Se han encontrado tesoros mayores de monedas romanas en Misrata, Libia y, según se dice, también en Évreux, Francia (100 000 monedas) y Komin, Croacia (300 000 monedas).
Los sólidos de oro se acercan a su peso teórico de 4,48 g (1 ⁄ 72 de una libra romana). La finura de un sólido en este período era del 99 % de oro. El peso total de los sólidos del tesoro es de casi exactamente 8 libras romanas, lo que sugiere que las monedas se habían medido por peso en lugar de por número. El análisis de las siliquae sugiere un rango de finura de entre el 95 % y el 99 % de plata, con el mayor porcentaje de plata encontrado justo después de una reforma de la moneda en el año 368. De las siliquae, 428 son imitaciones de producción local, generalmente de alta calidad y con tanta plata como las siliquae oficiales de la época. Sin embargo, unas pocas son falsificaciones cliché donde un núcleo de metal básico ha sido envuelto en una lámina de plata.

### Difusión histórica y acuñación
Las monedas son los únicos objetos del tesoro de Hoxne para los que se puede establecer una fecha y un lugar de fabricación precisos. Todas las monedas de oro –y muchas de las de plata– llevan los nombres y retratos del emperador durante cuyo reinado fueron acuñadas. La mayoría también conserva las marcas de ceca originales que identifican dónde fueron acuñadas, lo que ilustra el sistema romano de cecas regionales que producían monedas con un diseño uniforme. La fabricación de las monedas se ha rastreado hasta un total de 14 fuentes: Tréveris, Arlés y Lyon (en la Galia), Rávena, Milán, Aquilea, Roma, Siscia (hoy Sisak), Sirmio, Salónica, Constantinopla, Cícico, Nicomedia y Antioquía.
Las monedas fueron acuñadas bajo tres dinastías de emperadores romanos. Los primeros son los sucesores de la dinastía constantiniana, seguidos por los emperadores valentinianos y finalmente los emperadores teodosianos. El sistema colegiado de gobierno (o Consortium imperii) implicaba que los socios imperiales acuñaban monedas a nombre del otro en las cecas bajo su jurisdicción. Los reinados superpuestos de los emperadores orientales y occidentales a menudo permiten que los cambios de tipo se fechen dentro de una parte de un reinado. Por lo tanto, se puede demostrar que las últimas monedas del tesoro, del gobernante occidental Honorio (393-423) y su contrincante Constantino III (407-411), pertenecen a las primeras partes de sus reinados, ya que corresponden a la vida del emperador oriental Arcadio, quien murió en 408.
Las siliquae del tesoro se acuñaron principalmente en cecas occidentales de la Galia e Italia. Se desconoce si esto se debe a que las monedas procedentes de Oriente rara vez llegaban a Gran Bretaña a través del comercio, o a que las cecas orientales rara vez acuñaban siliquae. La producción de monedas parece depender de la ubicación de la corte imperial en aquel momento; por ejemplo, la concentración de monedas de Tréveris es mucho mayor después del año 367, posiblemente asociada al traslado de la corte de Graciano a Tréveris.